# Щетинин, Василий Михайлович
Васи́лий Миха́йлович Щети́нин (18 января 1965, Москва — 7 сентября 2017, Солт-Лейк-Сити) — советский и российский архитектор, художник, дизайнер.

## Биография
В 1982—1988 годах до 4 курса учился в Московском архитектурном институте; не окончил.
В 1983—1985 годах был главным художником Зимней международной спартакиады дружественных армий в Раубичах (Белоруссия).
В конце 1980-х годов сотрудничал с Вячеславом Полуниным и театром «Лицедеи». В рамках этого сотрудничества был создан известный махолёт «Икарушка», впоследствии воспроизведённый в виде сборного кинетического конструктора.
Летом 1989 года первым из московских художников появился в деревне Никола-Ленивец, вслед за чем, начиная с 1990 года, Никола-Ленивец стал превращаться в колонию московских художников, в 2000 году Николай Полисский сделал на склоне к реке Угре первую работу в лэнд-арте, в 2006 году отдельные работы переросли в фестиваль «Архстояние», в 2011 году был образован Парк «Никола-Ленивец».
В 2008—2010 годах был управляющим некоммерческим партнёрством «Никола-Ленивец».
Незадолго до смерти перенёс несколько инсультов. Умер после четвёртого инсульта в Солт-Лейк-Сити (США), откуда планировал поехать на фестиваль Burning Man. 4 сентября 2017 года после перелёта из России в аэропорту Солт-Лейк-Сити впал в кому; умер 7 сентября, не приходя в сознание.

### Семья
- Родители:
  - Отец — Михаил Михайлович Медведев, советский архитектор. Выпускник МАРХИ[4].
  - Мать — Наталия Николаевна Щетинина, советский, российский и американский архитектор. Выпускница МАРХИ[4].
- Первая жена — Елена Владимировна Скрипкина.
  - Сын — Пётр Васильевич Щетинин (р. 1986).
  - Сын — Иван Васильевич Щетинин (р. 1987)[5].
- Вторая жена (1996—2010) — Анна Александровна Щетинина (урождённая Чижова, р. 1958), советский и российский архитектор, художник, дизайнер интерьеров[4].

## Известные работы
- ? — Махолёт «Икарушка».
- ? — «Бешеный табурет».
- 2009 — Проект-павильон «Позолоченный телец» в Парке «Никола-Ленивец».[6]

## Награды и премии
- 1982 — лауреат конкурса «Витражных дел мастер», приуроченного к получению Андреем Вознесенским Государственной премии СССР.[1]
- 1998 — финалист премии Союза московских архитекторов «Золотое сечение» в номинации «Дизайн городской среды».[1]
- 1998 — 1-е место в номинации «Лучший объект года» на Первом Международном фестивале архитектуры и дизайна на Брестской.[1]
- 1998 — спецприз Британского Королевского общества архитекторов за кинетический объект «Крылья».[1]

## Выставки

### Персональные выставки
- 2003 — «Рождение Икарушки», Государственный научно-исследовательский музей архитектуры имени А. В. Щусева, Аптекарский Приказ, 14 марта — 13 апреля.[1][7]
- 2005 — «Бешеный табурет», галерея «Масштаб 1:1».[1]

### Групповые выставки
- 1989 — «Транссибирский экспресс».[1]
- 1989 — «Логика парадоксов».[1]
- 1989 — «Митьки в Москве».[1]
- 1989 — «Всесоюзная зональная выставка в Манеже».[1]
- 1990 — «Митьки в Антверпене».[1]

## Местонахождение произведений
- Музеи[1]
- Частные собрания[1]
- Парк «Никола-Ленивец»[1]

### Интервью
- Интервью телеканалу Russia Today летом 2009 года (англ.)
- Василий Щетинин в авторской программе Ольги Коршаковой «Другие в городе» // Радио Культура. — 22 августа 2010 года.

### Статьи
- Хрусталёва Марина. Рождение Икарушки. Проект Василия Щетинина. Аптекарский Приказ, 14 марта — 13 апреля 2003 года // МУАР.
- Горбачёв Александр. «Архстояние-2011» Берег утопии // Афиша. — 27 июля 2011 года.